# Gruttenkopf
Die Gruttenkopf ist ein 1582 m ü. A. hoher Berg im Wilden Kaiser. Trotz seiner relativ geringen absoluten Höhe setzt sich latschenbestandene Gruttenkopf von der unterhalb gelegenen Wochenbrunner Alm recht markant von den höchsten Gipfeln im Wilden Kaiser wenig nördlich darüber ab. Insbesondere durch die wenig oberhalb gelegene Gruttenhütte. Der Gruttenkopf kann als Abstecher von einem der Wanderwege zur Gruttenhütte relativ einfach erreicht werden. Der Gipfel gehört zum Gemeindegebiet von Ellmau.